# ムアンクラビー郡
ムアンクラビー郡（ムアンクラビーぐん）はタイ南部・クラビー県にある郡（アムプー）である。クラビー県の県庁所在地でもある。

## 名前
クラビーとは刀という意味と猿という意味の二通りある。日本語ではクラビとも。

## 歴史
1872年、現在の国道4号線とクラビー川が交差する付近に旧市場があり、そこへ、ラーマ5世（チュラーロンコーン）の命により郡庁が置かれたことに始まる。
その後、漁業や商業用の良港を求めて市内が南下、市街地が現在の場所に移動した。
クラビーは元々、パークナーム郡と呼ばれていたが1938年、県名と県庁所在地の名前を一致させるという政府の政策によりムアンクラビー郡と改称された。

## 地理
アンダマン海に面し南にピーピー諸島などがあり、本土クラビー市西部のハート・ノッパラットターラー＝ピーピー諸島海洋国立公園を形成している。同じく、市西部にはスサーン・ホーイと呼ばれる、貝が大量に化石化した、ここ以外では日本とアメリカでしか見られない場所がある。また、市北部にはカオ・パノムベンチャー国立公園がある。
交通は市西部にクラビー空港があるほか、北西から南東に国道4号線が通っており、北西にパンガー、北東にスラータニー、南にトラン方面、東にナコーンシタマラートと通じている。

## 経済
農業や観光業、石灰岩の砕石が盛んである。農業ではパラゴムノキ、パームヤシの生産が盛んである。

## 行政区分
郡内には10のタムボンと、66の村（ムーバーン）がある。自治体が設置されており以下のようになっている。
- テーサバーンムアン・クラビー・・・タムボン・パークナーム、タムボン・クラビーヤイ

また、郡内には8つのタムボン行政体が設置されている。以下は郡内のタムボンの一覧である。内欠番のタムボンは現在は分離し、ヌアクローン郡を形成している郡である。
| 1. タムボン・パークナーム・・・ตำบลปากน้ำ 2. タムボン・クラビーヤイ・・・ตำบลกระบี่ใหญ่ 3. タムボン・クラビーノーイ・・・ตำบลกระบี่น้อย 1. タムボン・カオクラーム・・・ตำบลเขาคราม 2. タムボン・カオトーン・・・タムボン・タッププリック・・・2551.ตำบลทับปริก 2550.タムボン・サイタイ・・・ตำบลไสไทย 3. タムボン・アーオナーン・・・ตำบลอ่าวนาง 4. タムボン・ノーンタレー・・・ตำบลหนองทะเล 5. タムボン・クローンプラソン・・・ตำบลคลองประสงค์ | 郡内のタムボン |